# Banca Reig
Banca Reig fue un banco de Andorra fundado en 1956 por Julià Reig i Ribó como una entidad orientada básicamente al soporte de la actividad empresarial y la gestión de las nóminas de los trabajadores de las empresas.
Durante la fusión entre Banca Reig y el Banc Agrícol, que comenzó en 2001 y concluyó un año más tarde, se modificó la denominación social por la de Andorra Banc Grup Agrícol Reig SA.